# Intel 80487

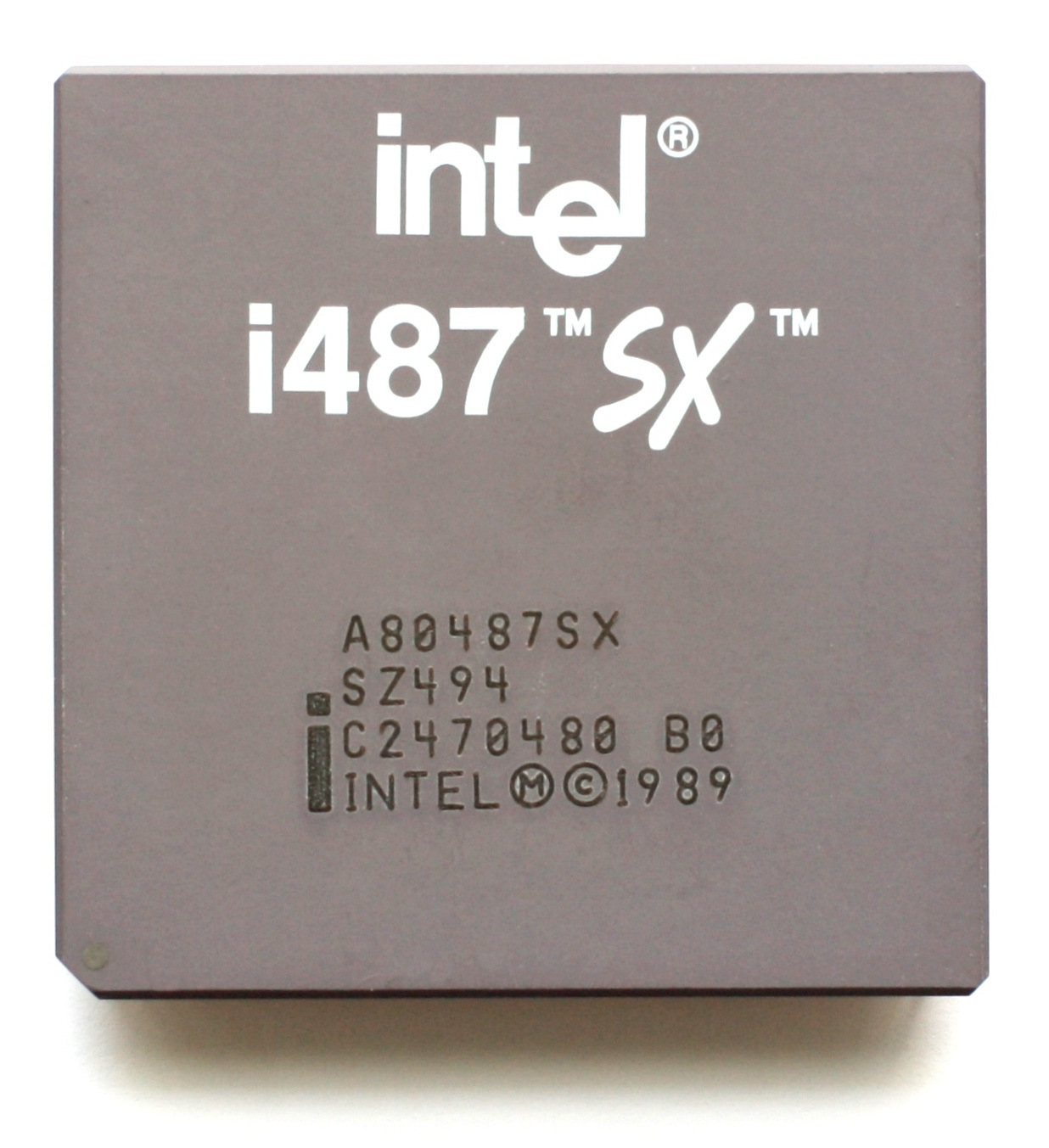
Intel i487SX.

Intel 80487, o i487SX, fue un coprocesador matemático destinado a utilizarlo junto al microprocesador Intel 80486SX. 
En realidad era un microprocesador Intel 80486DX completo. Cuando se instalaba en un sistema 486SX, el 487 desahabilitaba la CPU y asumía todas las operaciones. Teóricamente, una computadora sería capaz de funcionar si el 80486SX fuese removido, pero, en la práctica, un pin del 487 impedía tal hipótesis.